# Hümmel
Hümmel é um município da Alemanha localizada no distrito de Ahrweiler, na associação municipal de Verbandsgemeinde Adenau, no estado da Renânia-Palatinado.

## População da Cidade
| - 1815 – 434 - 1835 – 478 - 1871 – 381 - 1905 – 386 - 1939 – 464 - 1950 – 438 | - 1961 – 440 - 1965 – 475 - 1970 – 463 - 1975 – 455 - 1980 – 457 - 1985 – 511 | - 1987 – 533 - 1990 – 538 - 1995 – 556 - 2000 – 549 - 2005 – 543 - 2010 - 507 |